# Ponhea Lueu
Ponhea Lueu es uno de los once distritos que forman la provincia camboyana de Kandal, con una población estimada en marzo de 2008 de 115 895 habitantes. Está dividido en las siguientes  comunas (khum), que se muestran asimismo con población estimada de 2008:
- Chhveang 8,898
- Chrey Loas 8,428
- Kampong Luong 10,694
- Kampong Os 6,872
- Kaoh Chen 9,617
- Phnum Bat 9,808
- Phsar Daek 7,619
- Ponhea Lueu 3,856
- Ponhea Pon 6,753
- Preaek Pnov 12,743
- Preaek Ta Teaen 8,666
- Samraong 7,792
- Tumnob Thum 6,753
- Vihear Luong 7,396[1]